# 隐孔菌属
隐孔菌属（学名：Cryptoporus），是多孔菌科下的一个属。

## 下属物种
本属包括以下物种：
- 中华隐孔菌 Cryptoporus sinensis Sheng H. Wu & M. Zang
- 隐孔菌 Cryptoporus volvatus (Peck) Shear